# Polyplectropus manasse
Polyplectropus manasse is een schietmot uit de familie Polycentropodidae. De soort komt voor in het Oriëntaals gebied.